# MA-ists
Ma-ists fue el nombre con el que se conoció a los colaboradores de la revista MA, un grupo constituido en Hungría en la década de 1920 que representaba las ideas revolucionarias dirigidas a la transformación de la sociedad desde un punto de vista cultural.

## Historia
Surgió a partir de la creación de la revista MA (traducida como “Hoy”), dedicada al arte y la literatura en un principio y a la arquitectura posteriormente, la cual conectó con las últimas tendencias internacionales de las primeras décadas del siglo XX. Dicha conexión se mantuvo vigente hasta 1919, momento en que el intercambio de información empezó a escasear como consecuencia de la Primera Guerra Mundial, dejando a Hungría aislada culturalmente.
Paralelamente a ese aislamiento, surgió en Budapest uno de los grupos más dinámicos y con más talento de entre las vanguardias europeas. La citada revista MA fue la que dio luz al movimiento, el cual en un primer momento no fue bautizado con ningún nombre, pero pronto sus miembros fueron conocidos como los MA-ists. De entre todos, el más destacado fue Lajos Kassák.
Sus componentes se reunían para intercambiar ideas, buscando siempre la transformación y aproximación a los fundamentos de otros movimientos asociados a la modernidad. La mayoría de ellos nunca trató de posicionarse políticamente como sí ocurrió en otros movimientos de vanguardia, aunque la situación política que atravesaba el país les obligó a exiliarse, trasladándose en conjunto a Viena.
Desde la capital austríaca Lajos Kassák consiguió que se siguiera publicando la revista MA. Allí entraron en contacto con otros movimientos para así conseguir la estabilidad no alcanzada hasta el momento, y fruto de ello fueron las colaboraciones de figuras pertenecientes a otros movimientos. De entre los colaboradores más notables de este periodo destacan Ernó Kállai, quien se incorporó en 1920 y László Moholy-Nagy que lo hizo en 1921. Su irrupción provocó un cambio en el perfil y el horizonte intelectual de MA, pues fueron quienes consiguieron que esta publicación dejase de tener un papel pasivo en la sociedad para ocupar uno activo. Reemplazaron el antiguo activismo por una síntesis de dadaísmo y constructivismo, concepto representado principalmente por los citados László Moholy-Nagy y Ernó Kállai.
Asimismo, entre 1921 y 1922 el arte visual potenciado por Lajos Kassák alcanzó su máxima expresión con el establecimiento de la que pasaría ser conocida como la arquitectura de la imagen. La fuerza y el dinamismo residían en unas formas finalmente simplificadas y casi anónimas, como ocurría en los textos publicados en MA.
En 1923, los contactos internacionales empezaron a ser más comunes y el efecto de la influencia mutua se hizo más visible. Lászlo Moholy-Nagy, asentado en Berlín, entró en contacto mediante correspondencia con Theo Van Doesburg, con quien intercambió muy diversas reproducciones. Ello derivó en que los colaboradores de la revista MA empezaran a participar en las reuniones internacionales de artistas celebradas en Düsseldorf o Weimar, siendo las influencias cada vez más notables, con lo que el programa de educación progresiva ofertado por la Bauhaus atrajo a varios artistas experimentales húngaros como Marcel Breuer o Andor Weininger.

## Colaboradores
1921
- János Kudlák
- János Mácza
- Sándor Barta
- Simon Andor
- Ernó Kállai
- László Moholy-Nagy

1922
- Aurél Bernáth
- Lajos Kassák
- László Moholy-Nagy

1923
- Tristan Tzara
- Karl Peter Röhl
- Adolf Behne
- Werner Gräff
- Hans Richter
- Gert Caden
- Egon Engelien
- Josef Peeters
- Hans Suschny
- Fernand Léger
- Farkas Molnár
- Henrik Glauber
- Jean Cocteau
- Tibor Déry
- Theo van Doesburg
- Herwarth Walden
- Kurt Schwitters

1924
- Walter Gropius
- Josef Matthias Hauer
- El Lissitzky
- Georg Teltscher
- Josef Nádass
- Günter Hirschel-Protsch